# Ligue canadienne des compositeurs
Pour les articles homonymes, voir LCC et CLC.
La Ligue canadienne des compositeurs ou LCC (en anglais, Canadian League of Composers ou CLC) est une organisation formée en 1951 de compositeurs canadiens qui s'intéressent principalement à la sensibilisation et à l'acceptation de la musique canadienne. Les activités de la Ligue sont supervisées et dirigées par un exécutif et un Conseil national (un conseil de 12 membres élus qui visent à représenter les régions du Canada de manière égale). La ligue est financée par la SOCAN, les cotisations annuelles des membres et les dons du public.

## Formation
En 1951, John Weinzweig a rencontré ses collègues compositeurs Harry Somers et Samuel Dolin (en) pour discuter de la composition professionnelle au Canada. Ils souhaitaient faire connaître et accepter la musique canadienne pour qu'elle soit  écoutée et prise au sérieux. Ils ont pris contact avec une douzaine d'autres compositeurs canadiens qui partageaient leurs désirs et, en un an, ils ont acquis une charte fédérale sous le nom de « Ligue canadienne des compositeurs », dont Weinzweig a été le premier président. 
Bien que les membres d'origine étaient tous issus du cercle de Weinzweig, l'idée de la ligue était de rassembler les compositeurs de différents horizons pour travailler à une cause commune, et non de parvenir à un style national uniforme. Cet état d'esprit ressemblait beaucoup à celui du Groupe des sept 30 ans plus tôt dans l'art canadien. Au bout d'une décennie, le nombre des membres de la ligue était passé à une quarantaine de personnes, dont quatre femmes, et a continué à augmenter régulièrement tout au long du siècle.

## Initiatives
Le premier projet de la Ligue a consisté à parrainer des concerts publics présentant de nouvelles compositions canadiennes. Ces concerts présentaient de nombreux types de répertoires, y compris des œuvres orchestrales, de la musique de chambre et de l'opéra, mais le projet manquait du soutien des groupes d'interprètes établis. Malgré cela, environ 30 concerts de musique exclusivement canadienne ont été organisés entre 1951 et 1960.
Le premier concert, le 16 mai 1951, avait un programme entièrement consacré à la musique de Weinzweig. Le concert a été organisé conjointement avec la Société Radio-Canada et le Conservatoire royal de musique de Toronto, et a reçu un avis favorable du critique d'art du Globe and Mail.
La ligue a ensuite édité une anthologie d’œuvres récemment composées pour piano. Ce projet a permis de constituer une petite bibliothèque des partitions de nombreux membres et a permis aux chefs d’orchestre et aux interprètes intéressés d'avoir accès facilement à ces partitions.
En 1960, la ligue a organisé la Conférence internationale des compositeurs dans le cadre du festival de Stratford. Cette conférence a attiré des compositeurs de 30 pays différents, dont Ernst Křenek, Edgard Varèse et Luciano Berio.